# Xatcobeo
O Xatcobeo, conhecido como o primeiro Dieste, foi um microssatélite da classe CubeSat desenvolvido por uma equipe de vários departamentos da Universidade de Vigo liderado por Fernando Aguado em colaboração com o Instituto Nacional de Técnica Aeroespacial e o apoio da empresa pública galega Retegal. Foi lançado em 13 de janeiro de 2012 por um foguete Vega a partir do Centro Espacial de Kourou.

## Características
O projeto foi apresentado à Agência Espacial Europeia para a sua incorporação ao primeiro voo do foguete europeu Vega a partir da base do Centro Espacial de Kourou na Guiana Francesa, que inicialmente estava previsto para dezembro de 2011, sua vida útil era de entre 6 e 12 meses. O anúncio da inclusão foi feito presidente da Junta da Galiza, Emilio Pérez Touriño em 5 de junho de 2008. Estava previsto que o total dos 1.200.000 € e seria financiado em 50% pelo Ministério da Ciência e Investigação, 25% pela Retegal e em outro 25% pela Universidade de Vigo e pelo Instituto Nacional de Técnicas Aeroespaciais.
O Xatcobeo é o primeiro satélite galego e tem como missão a investigação da melhoria nas comunicações por satélite.